# Vacariça
Vacariça est une paroisse civile portugaise (en portugais : freguesia) de la municipalité de Mealhada dans le district d'Aveiro.

## Démographie
Lors du recensement de 2021, Vacariça compte 1 678 habitants. C'est alors la paroisse la moins peuplée de la municipalité de Mealhada.